# جورج كيمبتون
جورج كيمبتون (بالإنجليزية: Sid Kimpton)‏ (1887 - 15 فبراير 1968) لاعب ومدرب كرة قدم إنجليزي راحل كان يجيد اللعب في خط الهجوم.
لعب طوال مسيرته الرياضية في نادي ساوثهامبتون (1910-1920).
تولى تدريب أندية دوتشر براغ (1921) بولونيا وارسو (1922) كراكوفيا (1923) لوهافر (؟؟؟؟-1926) كوفينتري سيتي (1928-؟؟؟؟) منتخب فرنسا (1934) منتخب فرنسا (1935-1936) راسينغ باريس (1935-1939) روين (1939-1940) روين (1944-1945) لوهافر (1945-1946) تشيربورغ (1946-1950).
قاد تدريب منتخب فرنسا في بطولة كأس العالم 1934 في إيطاليا حيث خرج من الدور الثمن النهائي.

## وصلات خارجية
- جورج كيمبتون على موقع قاعدة بيانات كرة القدم.إي يو (الإنجليزية)
- جورج كيمبتون على موقع Soccerway.com (الإنجليزية)
- جورج كيمبتون على موقع عالم كرة القدم.نت (الإنجليزية)

- سيرة ذاتية